# Baseballbane
En baseballbane er den bane, som baseball spilles på. Den er delt op i to sektioner: infield, hvor de tre baser og home plate er placeret, samt outfield, som er et større græsareal. De tre baser og home plate danner tilsammen diamanten. Midt i denne er pitcher's mound, hvor pitcheren kaster fra. Batteren står i batter's box ved home plate. Uden for banen forefindes de to bænke, hvor holdenes trænere og udskiftningsspillere sidder.
Infieldens proportioner er nøje fastlagt af baseballregelsættet, men outfieldens dimensioner kan variere en del fra stadion til stadion. Andre særpræg – eksempelvis overdækning af banen og kunstigt græs som i Minnesota eller vedbend på outfieldmuren som i Chicago – er også med til at give hver bane en unik spiloplevelse.

## Banens form
En baseballbane er omtrent formet som et 90 graders cirkeludsnit. Infield er placeret inde mod spidsen af udsnittet, mens outfield ligger bag infield. Home plate er placeret lige i spidsen af cirkeludsnittet. Længst væk fra home plate er outfield agrænset af en outfieldmur (outfield fence). Fra home plate og ud mod outfieldmuren løber to linjer (foul lines), der angiver banens grænser mod venstre og højre. To høje pæle (foul poles) står ved enden af hver foul line, så dommerne nemmere kan bedømme, om en høj fly ball blev slået på den rigtige side af den pågældende foul line.
Arealet mellem de to foul lines kaldes fair territory. Alle bolde, der bliver slået her, betragtes som værende i spil. De forskellige områder uden for fair territory (dog ikke bag outfieldmuren) kaldes foul territory.
Den totale størrelse af en baseballbane varierer fra sted til sted, men afstanden fra home plate til et vilkårligt punkt på outfieldmuren skal ligge mellem 300 og 410 feet (91,4 m og 125 m). Muren behøver desuden ikke have form som en blød bue, men kan sagtens have mærkværdige indhug og være stærkt asymmetrisk (og dermed give fordele til venstrehåndede battere frem for højrehåndede, eller omvendt). Der er en tendens til, at nye Major League Baseball-baner nogenlunde holder sig til standarddimensioner. Disse er (set fra home plate):
- 335 feet (102 m) til den venstre del af outfieldmuren.
- 375 feet (114 m) til området til venstre for midten af muren.
- 400 feet (122 m) til midten af muren.
- 375 feet til området til højre for midten af muren.
- 335 meter til den højre del af muren.

## Infield

### Baser og home plate
De vigtigste bestanddele af infielden er de tre baser og home plate. Disse placeres i et kvadrat med sidelængden 90 feet (27,43 m). Da kvadratet "står på højkant", minder formen om en diamant, hvilket også er en typisk brugt betegnelse for en baseballbane. Baserne nummereres mod uret, så når man står på home plate, vil 1. base ligge til højre, 2. base lige fremme og 3. base til venstre.
De tre baser er af hårdt gummi og er kvadratiske med sidelængden 15 inches (38,1 cm) og en højde på 4 inches. Home plate er lavet af hårdt gummi og er formet som en irregulær femkant (et rektangel med en trekant på den ene side). Femkantens mål er 17 inches (43,2 cm) X 8,5 inches (21,6 cm) X 12 inches X 12 inches X 8,5 inches. Femkantens spids peger væk fra outfield. Den brede side, der vender mod 2. base, fungerer som den vandrette afgrænsning af strikezonen.

### Pitcher's mound og pitching rubber
Cirka midt i diamanten er der placeret en kunstig cirkelformet høj, som kaldes pitcher's mound. Denne skal være 18 feet (5,49 m) i diameter. Midt på højen ligger the pitching rubber (også kaldet pitcher's plate), der er et rektangulært stykke gummi, som pitcheren skal røre under et kast. Det er to feet (60,96 cm) bredt og 6 inches (15,24 cm) langt. Den brede side skal vende mod home plate, og afstanden fra pitching rubber til det bageste af home plate skal være nøjagtig 60 feet og 6 inches (18,44 m). Denne afstand er så afgørende for styrkeforholdet mellem pitchere og battere, at den er blevet ændret flere gange i løbet af baseballs historie for at balancere kampenes forløb. Pitcher's mound må kun være så høj, at den lodrette afstand fra pitching rubber til home plate er 10 inches (25,4 cm).
De ovenstående mål gælder kun for Major League Baseball og de fleste andre professionelle ligaer. I ungdomsbaseball vil mange af afstandene være kortere.

### Batter's box og coach's box
Både til venstre og højre for home plate er der tegnet en batter's box, hvor batteren skal befinde sig, mens der bliver pitchet til ham.
Den spiller, der skal frem for at slå, når den foregående batter er færdig, står klar i the on-deck circle, som er placeret et stykke bag ved home plate.
I foul territory er der placeret en coach's box ved 1. base og en ved 3. base. Her kan indeholdets underordnede trænere stå og give dessiner og gode råd til holdets spillere på baserne.

### Baselines
Baselines er den direkte linje mellem to baser. Disse er tegnet op med hvidt kridt mellem home plate og 1. base og mellem home plate og 3. base. Mellem alle baser er der en tænkt basepath mellem baserne. Hvis der ikke spilles efter løberen, må han løbe hvor han vil mellem baserne. Hvis der spilles efter løberen, må denne ikke bevæge sig mere end 0.9 m fra den tænkte basepath, som er den direkte linje mellem baselæberen og den base han er på til. Hvis løberen i denne situation bevæger sig længere væk end de 0,9 m, skal han dømmes out.

## Outfield
Outfield er den del af banen, der ligger bag ved infield. Begyndelsen på outfield markeres ved en overgang fra infieldens grusbelagte base paths til outfieldens græs. På baner med kunstigt græs, vil base paths typisk ikke være grusbelagte, og så tegnes blot en hvid linje, der angiver outfieldens begyndelse. Denne opdeling har imidlertid ingen betydning for spillets forløb og er kun til visuel hjælp for spillere og fans.
Outfield udgør klart den største del af baseballbanen. Set fra home plate betegnes den venstre tredjedel af outfielden som left field, den midterste tredjedel som center field og den højre tredjedel som right field.

## Uden for banen

### Dugout
De to hold har hver deres bænk, hvor cheftræneren, hans underordnede hjælpetrænere og udskiftningsspillerne sidder under kampen. De to bænke er placeret parallelt med hhv. den ene og den anden foul line. Området omkring hver bænk kaldes the dugout. Det er generelt sænket lidt i forhold til banens vandrette niveau og er overdækkede.

### Bullpen
The bullpen er det sted, hvor relief pitchers venter på evt. at blive bragt ind i kampen. Hvert hold har sit eget bullpen-område. Afhængig af stadionet kan området enten være i foul territory et stykke nede af de to foul lines eller lige på den anden side af outfieldmuren. Grunden til, at områderne skal ligge lidt afsides, er, at der skal være plads til at kaste opvarmningspitches.

## Underlag
Størstedelen af en baseballbane består af græs. Imidlertid er pitcher's mound samt de forskellige base paths grusbelagte (på baner med kunstigt græs er det dog kun områderne lige omkring baserne, der har grus). Der er stor forskel på baner med kunstigt og almindeligt græs. På kunstigt græs vil ground balls typisk være hurtigere, ligesom det kan være fysisk mere nedslidende at spille på sådanne baner.